# Перуцци, Эмилио
Эмилио Перуцци (итал. Emilio Peruzzi; 1924, Флоренция — 20 ноября 2009, там же) — итальянский филолог-классицист, историк античности.
Изучал субстрат, оставшийся в латинском языке от доримского населения, надписи критским письмом, Рим эпохи первых царей.
Окончил факультет права в 1947 г.
Преподавал в Федеральном политехническом институте (Цюрих), Вашингтонском университете (Сиэтл), Университете Рутгерса, Принстонском университете, Урбинском университете и Флорентийском университете.
Получил должность профессора в Высшей нормальной школе Пизы.
В 1982 г. получил Премию Фельтринелли от Национальной академии деи Линчеи.

## Избранные труды
- Le origini di Roma (1970 e 1973)
- Aspetti culturali del Lazio primitivo (1978)
- Civiltà greca nel Lazio preromano (1998)
- Scritti minori, (Carlo Tagliavini, Manlio Cortelazzo, Giovan Battista Pellegrini e Emilio Peruzzi), Bològna 1981